# Лошонец
Лошонец (словац. Lošonec) — село, громада округу Трнава, Трнавський край. Кадастрова площа громади — 23.71 км².
Населення 582 особи (станом на 31 грудня 2020 року).

## Історія
Лошонец згадується 1332 року.

## Населення
| Рік:            | 1994. | 2004.   | 2014.   | 2024.    |
| --------------- | ----- | ------- | ------- | -------- |
| Кількість осіб: | 543   | 522     | 505     | 607      |
| Різниця:        |       | -3,86 % | -3,25 % | +20,19 % |

| Рік:            | 2023. | 2024.   |
| --------------- | ----- | ------- |
| Кількість осіб: | 606   | 607     |
| Різниця:        |       | +0,16 % |